# Petre Bellu
Petre Bellu (n. 1 iunie 1896 la Turnu Măgurele - d. 1959 la Turnu Măgurele) a fost un prozator și dramaturg român interbelic.

## Viața
Petre Bellu a urmat clasele primare și Școala de arte și meserii la Roșiorii de Vede. Lucrează, în adolescență și tinerețe, ca tâmplar, întâi la Roșiorii de Vede (1909-1912) ), apoi la București (de la 16 la 38 de ani), până în 1934, când tipărește romanul care l-a consacrat, Apărarea are cuvântul, prefațat de Panait Istrati.

## Operă
- Apărarea are cuvântul, Editura Intim, București, 1991.
- Apărarea are cuvântul, Editura Triumph, Deva, 1991.
- Cazul doamnei Predescu, Editura Marius, 1991.
- Crimă sentimentală, Editura Steaua Dunării, Deva, 1993.
- Câine vagabond, Editura Gabriela S.R.L., București, [f. a.].
- Câine vagabond, Editura Simrom și Europartener, București, 1993.
- După moartea Mihaelei, Editura Armano, [f. l.], [f. a.].
- O crimă lângă Brașov, Editura I. G. R., București, 1991.

## În alte limbi
A fost tradus în limbile bulgară, maghiară, franceză, spaniolă, turcă, engleză.
- A védelemé a szó!... (Apărarea are cuvântul...), traducere în limba maghiară de Molnár Tibor, Lovrov & Co., Arad, 1935.[2]

## Cărți online
Apărarea are cuvântul, Editura Ig. Hertz, București, 1934.